# ماتيس سامويز
ماتيس سامويز (مواليد 21 نوفمبر 2001) هو لاعب كرة قدم بلجيكي يلعب في مركز خط الوسط في نادي غينت.

## وصلات خارجية
- ماتيس سامويز على موقع الاتحاد الأوربي (الإنجليزية)
- ماتيس سامويز على موقع قاعدة بيانات كرة القدم.إي يو (الإنجليزية)
- ماتيس سامويز على موقع ليكيب (الفرنسية)
- ماتيس سامويز على موقع Soccerbase.com (لاعب) (الإنجليزية)
- ماتيس سامويز على موقع Soccerway.com (الإنجليزية)
- ماتيس سامويز على موقع عالم كرة القدم.نت (الإنجليزية)